# George Schildmiller
George Henry Schildmiller (Brattleboro, Vermont, 1881. január 9. – Dade, Florida, 1960. február) amerikai amerikaifutball-játékos és -edző.

## Játékosként
A Dartmouth Big Green játékosaként amerikai futballozott és kosárlabdázott. 1908-ban a College Football All-America csapatának tagja lett.

## Edzőként
1909-ben a Maine Black Bears, 1910-ben pedig az Oregon Agricultural Aggies amerikaifutball-csapatának vezetőedzője volt.

## Családja
Az 1930-as és 1940-es években Cincinnatiben élt. Lánya, Dorothy ötszörös golfbajnok; fia, George A. a második világháborúban Franciaországban hunyt el.

## Eredményei vezetőedzőként
| Év                                                             | Eredmény                                                       | Eredmény                                                       | Helyezés                                                       |
| Év                                                             | Összesített                                                    | Konferencia                                                    | Helyezés                                                       |
| Maine Black Bears (Maine Intercollegiate Athletic Association) | Maine Black Bears (Maine Intercollegiate Athletic Association) | Maine Black Bears (Maine Intercollegiate Athletic Association) | Maine Black Bears (Maine Intercollegiate Athletic Association) |
| -------------------------------------------------------------- | -------------------------------------------------------------- | -------------------------------------------------------------- | -------------------------------------------------------------- |
| 1909                                                           | 3–4–1                                                          | 1–2                                                            | –                                                              |
| Eredmény:                                                      | 3–4–1                                                          | 1–2                                                            | –                                                              |
| Oregon Agricultural Aggies (Northwest Conference)              |                                                                |                                                                |                                                                |
| 1910                                                           | 3–2–1                                                          | 2–2                                                            | 3.                                                             |
| Eredmény:                                                      | 3–2–1                                                          | 2–2                                                            | –                                                              |
| Összesen:                                                      | 6–6–2                                                          | –                                                              | –                                                              |

## Fordítás
- Ez a szócikk részben vagy egészben  a   George Schildmiller című angol Wikipédia-szócikk ezen változatának fordításán alapul.  Az eredeti cikk szerkesztőit annak laptörténete sorolja fel. Ez a jelzés csupán a megfogalmazás eredetét és a szerzői jogokat jelzi, nem szolgál a cikkben szereplő információk forrásmegjelöléseként.